# 小湖 (林道)
47°33′01″N 9°41′09″E / 47.550275°N 9.685952°E

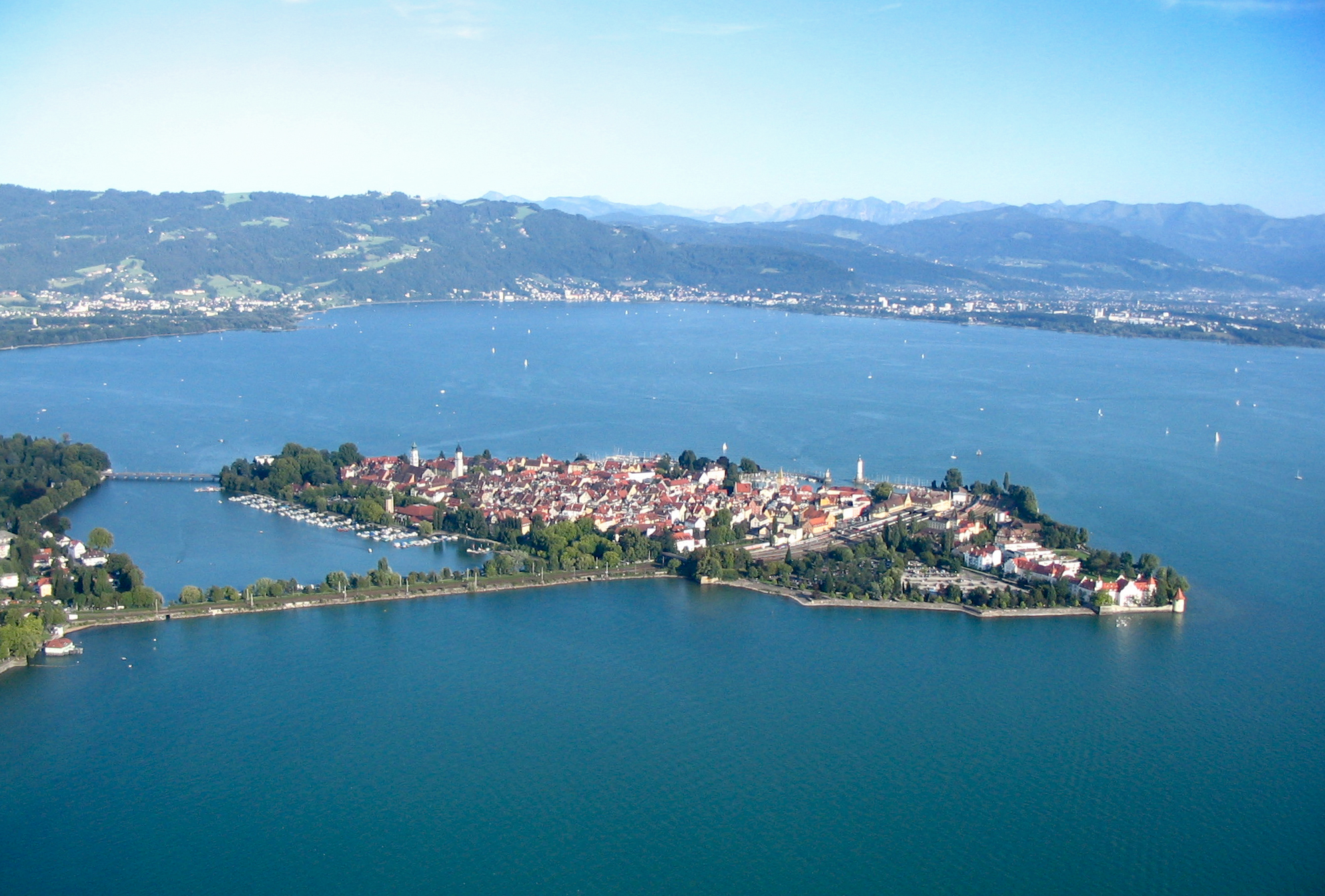

小湖（德語：Kleiner See），是德國的湖泊，位於該國東南部，由巴伐利亞州負責管轄，處於林道，長0.8公里、寬0.4公里，面積0.2平方公里，海拔高度395米。